# Joël Abati
Joël Marc Abati (* 25. April 1970 in Fort-de-France, Martinique) ist ein ehemaliger französischer Handballspieler. Der ehemalige Nationalspieler ist Ritter der französischen Ehrenlegion.
Abati spielte in der Zeit vom 1. Juli 1997 bis 30. Juni 2007 vorzugsweise als Rechtsaußen oder Rückraum rechts beim SC Magdeburg in der Handball-Bundesliga. Davor war er bei Fort de France, US Créteil, Espoir de Floreal und USM Gagny aktiv. Während seiner Zeit mit dem SCM gewann der Linkshänder die Champions League (2002), die Deutsche Meisterschaft (2001), zwei Vereins-Europameisterschaften (2001, 2002), dreimal den EHF-Pokal (1999, 2001, 2007) und den Supercup 2001.
Nach zehn erfolgreichen Jahren, in denen der SCM niemals schlechter als Rang 6 am Ende einer Saison platziert war, wechselte Abati zum französischen Spitzenclub Montpellier HB, bei dem er zunächst noch zwei Jahre als aktiver Spieler unter Vertrag stand, um dann als Trainer in den Nachwuchsbereich einzusteigen. Im Rahmen seiner Verabschiedung aus Magdeburg wurde er zum Ehrenbotschafter der Elbestadt ernannt. Am 22. Dezember 2007 wurde Abati als elfter Spieler in die Ruhmeshalle des SC Magdeburg aufgenommen. Mit Montpellier HB gewann er einmal die französische Meisterschaft (2009).
Abati zählt zu den erfolgreichsten Handballern der Welt. Mit der französischen Nationalmannschaft wurde er 2001 Weltmeister, 2006 Europameister und gewann bei den Olympischen Spielen 2008 die Goldmedaille. 2009 wurde er mit Frankreich erneut Weltmeister.
Er ist einer der treffsichersten Siebenmeterschützen der Bundesliga-Geschichte.
2011 lief er für den SC DHfK Leipzig in den beiden Qualifikationsspielen zur zweiten Liga erneut auf und erzielte jeweils 3 Tore. Im März 2014 hatte Abati ein weiteres Comeback beim französischen Viertligisten Olonne Vendée Handball.